# Quicksand (группа)
Quicksand (рус. Зыбучий песок) — американская пост-хардкор-группа из Нью-Йорка, основанная в 1990 году.
Считается одним из влиятельных коллективов американской пост-хардкор-сцены, наряду с Helmet и Fugazi. Участники группы имели опыт в других хардкор-коллективах. В 1992 году получили контракт от Polydor Records и выпустили дебютный альбом «Slip», звучание которого свидетельствовало о приближении к альтернативному металлу. Второй альбом «Manic Compression» вышел в 1995 году и был успешным. Однако из-за конфликтов группа распалась.
Участники группы Quicksand имеют свои корни на нью-йоркской хардкор-сцене. Фронтмен Уолтер Шрайфельс, главная сила групп Gorilla Biscuits и Youth of Today, собрал группу из своего прежнего проекта Moondog. Гитарист Том Капоне основал Beyond и играл в Bold. Барабанщик Алан Кейдж был в группе Burn и также играл с Капоне в Beyond. Басист Серхио Вега пришел из группы Collapse и позже там был заменен в составе Absolution.
Группа Quicksand выпустила свой дебютный EP «Quicksand» на независимом лейбле Revelation Records всего через шесть недель после своего образования. Они были известны своими выступлениями на клубных площадках и участием в турне с такими группами, как Helmet, Fugazi, Rage Against the Machine, Anthrax и White Zombie. После подписания контракта с Polydor Records в 1992 году, они выпустили свой первый полноформатный альбом «Slip» в 1993 году. Альбом включал перезаписанные треки с EP, а также сингл «Dine Alone». В следующем году они провели тур по США с The Offspring. Их последний успешный альбом «Manic Compression» был выпущен в 1995 году на лейбле Island Records. После нескольких попыток реставрации, Quicksand воссоединились в 2012 году и выпустили третий альбом «Interiors» в 2017 году.

## Дискография

### Студийные альбомы
- Slip (1993; Polydor)
- Manic Compression (1995; Island Records)
- Interiors (2017; Epitaph)
- Distant Populations (2021; Epitaph)

### Синглы
- Quicksand (1990)
- Dine Alone (1992)
- Fazer (1993)
- Dine Alone (1993)
- Omission (1993)
- Freezing Process (1993)
- Divorce (1994)
- Thorn in My Side (1995)
- Delusional (1995)
- Illuminant (2017)
- Cosmonauts (2017)
- Triptych Continuum (2018)
- Inversion (2021)
- Missile Command (2021)

### Клипы
- Fazer (1993)
- Dine Alone (1993)
- Omission (1993)
- Freezing Process (1993)
- Thorn in My Side (1995)
- Delusional (1995)
- Illuminant (2017)
- Cosmonauts (2017)
- Inversion (2021)
- Missile Command (2022)